# Семёнов, Валерий Егорович
Валерий Егорович Семёнов (25 января 1950, Тбилиси — 28 сентября 2000, Минск) — советский футболист, защитник, советский и белорусский футбольный судья.
Воспитанник СДЮШОР-5 Минск, первый тренер В. Ковалевский. В 1968—1976 — в составе «Динамо» Минск. В чемпионате СССР в 1969—1973 годах сыграл 76 матчей, забил два гола. В 1974 году провёл 8 матчей в первой лиге. В дальнейшем играл в чемпионате Белорусской ССР за клубную команду «Динамо» Минск (1975), «Торпедо» Жодино (1976), «Селену» Молодечно (1977—1978).
В 1978—1979 годах — начальник команды «Динамо» Брест.
В дальнейшем работал футбольным судьёй.
Скончался в сентябре 2000 года в возрасте 50 лет.